# Глюконат натрия
Глюконат натрия — химическое соединение,
соль натрия и глюконовой кислоты с формулой HOCH2(CHOH)4COONa,
бесцветные кристаллы,
растворяется в воде,
пищевая добавка E576.

## Получение
- Щелочная ферментация целлюлозы.

## Физические свойства
Глюконат натрия образует бесцветные кристаллы.
Растворяется в воде и этаноле.

## Применение

### В промышленных моющих средствах
Глюконат натрия и глюконовая кислота используются в качестве комплексообразующих агентов для двух- или трехвалентных катионов металлов (Ca2+, Mg2+, Fe3+, Al3+) в промышленных щелочных моющих растворах. В этом применении они особенно эффективны, даже по сравнению с такими агентами, как NTA и EDTA.
Глюконовая кислота и глюконат натрия обычно используются в жидких рецептурах в сочетании с другими ингредиентами, такими как ПАВы, гидроксид натрия, силикат натрия и фосфаты. Такие рецептуры могут быть более эффективны, благодаря синергизму, возникающему при сочетании свойств двух или трех компонентов:
Тринатрий фосфат, используемый как детергент, не обладает комплексообразующими свойствами и в жесткой воде может вызвать осаждение кальция в виде нерастворимой фосфатной соли. Добавленный в раствор глюконат натрия реагирует с ионами кальция с образованием растворимого хелатного соединения.
Поверхностно-активные вещества, как правило, более эффективны в мягкой или деминерализованной воде. Так как проводить деминерализацию воды очень дорого, экономически выгодным решением является добавление в рецептуру глюконата натрия.
Силикаты дополняют действие гидроксида натрия, придавая повышенную щелочность и предотвращая коррозию. Глюконат Натрия придает синергизм этим свойствам.
Благодаря сочетанию комплексообразующих, диспергирующих и анти-коррозионных свойств, высокой растворимости и повышенной стабильности в сильнощелочной среде, глюконат натрия является лучшим комплексообразующим агентом для создания щелочных рецептур.

### Добавка в бетон и строительные смеси
Глюконат натрия замедляет схватывание бетона, понижает содержание воды и улучшает пластичность даже при низких дозировках. Его использование способствует получению через 28 дней бетона с повышенной прочностью.
Принцип действия глюконата натрия основывается на нескольких взаимосвязанных механизмах:
— Адсорбция: глюконат натрия адсорбируется на поверхности частиц цемента в процессе гидратации и препятствует их контакту с водой, замедляя схватывание.
— Осаждение (преципитация): в водной фазе глюконат натрия взаимодействует с ионами кальция, образуя нерастворимый и непроницаемый слой глюконата кальция на поверхности частиц цемента. Это замедляет гидратацию и увеличивает время отвердевания. Механическая прочность цемента увеличивается в условиях, благоприятных для образования длинных микрокристаллических волокон.
— Комплексообразование: глюконат натрия изолирует ионы кальция, препятствуя образованию зародышей кристаллов.
— Диспергирование: глюконат натрия способствует диспергированию частиц цемента в смеси, уменьшая действие сил Ван Дер Ваальса и улучшая смачивание. Это повышает текучесть или позволяет уменьшить содержание воды. Известно, что при низком содержании воды для связывания всех частиц цемента не требуются микрокристаллические волокна повышенной длины. Это приводит к увеличению прочности цемента после 28 дней.
Таким образом, глюконат натрия увеличивает пластичность и прочность благодаря снижению содержания воды в смеси, а также замедляет затвердевание.

### Присадка в цемент для нефтедобывающей отрасли
Глюконат Натрия (Sodium Gluconate) используется в нефтяной промышленности при цементировании буровых скважин.
Цементирование служит для:
- фиксации буровой колонны относительно боков скважины
- огораживания буровой колонны
- защиты бурового пространство от колебаний давления и от коррозии
- сокращения потери жидкости через проницаемый слой

Согласно стандартам Американского института нефти, существует несколько классов цемента, который используется для данного процесса. Некоторые типы цемента содержат замедляющие добавки, в такие типы цемента глюконат натрия может вводится непосредственно в цемент.
Другим смежным применением глюконата натрия является обработка производственной скважины. Время работы, отдача может сокращаться из-за образования солей, таких как сульфат кальция или карбоната кальция, которые сокращают геологическую проницаемость газа и нефти.
В этих случаях возможно использование кислоты или щелочи для разрушения этих образований. Добавление глюконата натрия в рабочую жидкость может улучшить свойства, сохраняя соли растворенными.
Смежные области применения:
Предотвращение роста кристаллов. Глюконат натрия предотвращает формирование отложения солей и минеральных отложений. Глюконат натрия абсорбируется на поверхности кристалла и препятствует его дальнейшему росту. Таким образом размер и количество кристаллов изменяется.
Ингибитор коррозии. В щелочной среде, особенно в обогащенной бурой, глюконат натрия является хорошим ингибитором коррозии для черных металлов, таких как чугун или сталь.

### Применение вметаллургии
В производстве стали и особенно в производстве алюминия — глюконат натрия работает как известный, достаточно эффективный хелатирующий агент, связывающий ионы металла и тем самым предотвращая отложения гидроксида алюминия на поверхностях, позволяет осадку легко удаляться в процессе фильтрации.
При травлении стали — глюконат натрия предотвращает отложения солей металлов от осаждения в ванне или на листах, улучшая тем самым состояние поверхности металла.
Травление металлов имеет своей целью или сплошное растворение тонкого слоя с поверхности металла — матовое травление, или вытравление на поверхности только отдельных мест — травление рисунков, букв. В последнем случае поверхность металла покрывается защитным слоем, на который наносится рисунок, прорезываемый острым инструментом (иглой) до металла, с тем, чтобы дать в этих местах доступ травящей жидкости.

### Применение в пищевой промышленности
Глюконат натрия в пищевой промышленности — добавка-комплексообразователь и усилитель вкуса (пищевая добавка, предназначенная для усиления вкусовых ощущений, за счёт увеличения чувствительности вкусовых рецепторов языка).
Глюконат натрия E-576, согласно СанПиН 2.3.2.1078 — 01: «Пищевые добавки, не оказывающие вредного воздействия на здоровье человека при использовании для изготовления пищевых продуктов» в соответствии с Постановлением Главного государственного санитарного врача РФ от 14 ноября 2001 г. N 36 разрешен для применения.